# 三國志
| 中國二十四史 | 中國二十四史   | 中國二十四史 | 中國二十四史 | 中國二十四史 |
| 次序         | 書名           | 作者         | 作者         |              |
| 次序         | 書名           | 姓名         | 時代         |              |
| ------------ | -------------- | ------------ | ------------ | ------------ |
| 1            | 史记           | 司馬遷       | 西漢         |              |
| 2            | 汉书           | 班固         | 東漢         |              |
| 3            | 后汉书         | 范曄         | 劉宋         |              |
| 4            | 三國志         | 陈寿         | 西晋         |              |
| 5            | 晋书           | 房玄龄等     | 唐           |              |
| 6            | 宋书           | 沈约         | 蕭梁         |              |
| 7            | 南齐书         | 萧子显       | 蕭梁         |              |
| 8            | 梁书           | 姚思廉       | 唐           |              |
| 9            | 陈书           | 姚思廉       | 唐           |              |
| 10           | 魏书           | 魏收         | 北齐         |              |
| 11           | 北齐书         | 李百药       | 唐           |              |
| 12           | 周书           | 令狐德棻等   | 唐           |              |
| 13           | 南史           | 李延寿       | 唐           |              |
| 14           | 北史           | 李延寿       | 唐           |              |
| 15           | 隋书           | 魏徵等       | 唐           |              |
| 16           | 旧唐书         | 刘昫等       | 后晋         |              |
| 17           | 新唐书         | 欧阳修等     | 北宋         |              |
| 18           | 旧五代史       | 薛居正等     | 北宋         |              |
| 19           | 新五代史       | 欧阳修       | 北宋         |              |
| 20           | 宋史           | 脱脱等       | 元           |              |
| 21           | 辽史           | 脱脱等       | 元           |              |
| 22           | 金史           | 脱脱等       | 元           |              |
| 23           | 元史           | 宋濂等       | 明           |              |
| 24           | 明史           | 张廷玉等     | 清           |              |
| 相關         | 東觀漢記       | 劉珍等       | 東漢         |              |
| 相關         | 新元史         | 柯劭忞       | 民國         |              |
| 相關         | 清史稿         | 趙爾巽等     | 民國         |              |
| 相關         | 點校本二十四史 | 顧頡剛等     | 共和國       |              |

《三國志》是三國時代結束後不久，由3世紀末歷史學家陳壽所著之中國歷代史實:21。體例屬紀傳體的分國史，又無表、志，在斷代史中別創一格:38。《三國志》記載中國三國時代歷史，同时也是二十四史中评价最高的“前四史”之一。之後，六朝劉宋時期的歷史學家裴松之以當時流傳與三國有關的書籍，對《三國志》做詳細注釋:21。
陳壽曾經任職於蜀漢，蜀漢滅亡之後，被徵召進入洛陽，在西晉也擔任了著作郎的職務。《三國志》成書之前，魏、吳兩國先已有史書，如王沈的《魏書》、魚豢的《魏略》、韋昭的《吳書》，此三書當是陳壽依據的基本材料，蜀漢沒有史書，所以自行採集，只有十五卷。而最終成書，卻又有史官職務作品的因素在內，因此《三國志》是三國分立時期結束後文化重新整合的產物。
《旧唐书·经籍志上》《新唐书·艺文志二》将《三国志》的曹魏部分称之为“《魏国志》三十卷”。

## 概要

### 歷史跨度
《三國志》記述的歷史從東漢末年的黃巾之亂發生後開始，直到西晉統一三國為止，也就是從漢靈帝中平元年（184年），到晉武帝太康元年（280年）九十六年的歷史。全書原共分為四部分，六十六卷：《魏志》三十卷，《蜀志》十五卷，《吳志》二十卷，敘錄一卷，后来叙录一卷缺失。原是各自為書，一直到北宋才合而為一，改稱《三國志》。

### 以魏為正統的政治立場
陳壽為晉代官員，故而尊禪讓給西晉的曹魏為正統，縱然蜀漢自視為代表漢朝正統，故從未使用過「蜀」字為自己的國號，但三國志不用其正式國號「漢」而稱呼其為「蜀」。
《魏志》中對魏國皇帝各立了本紀，且還為生前無皇帝称号的魏國奠基者曹操寫了本紀。而魏國稱王、稱帝、治喪等相涉的文告皆闕，僅引用一篇較短的《漢獻帝禪讓策文》，其他的只能見於裴注。
同樣稱帝的蜀漢皇帝劉備，則立篇名為《先主傳》，不直稱名諱，死時則使用與「崩」字同等地位的「殂」字。而劉備稱王、稱帝、治喪等相涉的文告皆詳細記載。蜀漢第二任皇帝劉禪，則稱《後主傳》。
《吳志》中則稱呼吳國皇帝的名諱，如《孫權傳》、《孫亮孫休孫皓傳》。而現今稱《吳主傳》、《三嗣主傳》則是後人所改的。孫權宣佈稱帝，《吳主傳》中僅有「南郊即皇帝位」的文句，其登壇告天的文書，傳中也沒有著錄，只出現在裴注之中。
同時為了尊重晉朝統治者，書中並未為被晉武帝司馬炎追諡為帝的祖父司馬懿、伯父司馬師及父親司馬昭立傳記（在其他傳記提及三人時，則按諡號分別稱三人為「司馬宣王」、「司馬景王」及「司馬文王」，不直呼其名）。此外，作者刻意略去了被曹操加上重大罪名而處死的重要人物孔融。
此外，《魏志》第三十卷《烏丸鮮卑東夷傳》，是研究古日本和隋唐以前朝鮮歷史的重要資料。其中《魏志倭人傳》是現今日本學者在探討奈良時代以前如卑彌呼等傳說時代人物的重要典籍。

### 體例特點
《三國志》雖然被後世稱為「誌」，但是其實全書完全是按人物排列的本紀和列傳，沒有任何如地理、經濟、典章制度等的志書或表的內容。

### 裴松之作注
東漢以来，受經学簡化風氣的影響，史学領域中也出現了崇尚簡約的潮流。在這個背景下，產生了内容簡略的《三國志》。陳壽治學嚴謹，收集來的材料凡是覺得可疑的，寧肯不用。陳壽死後百餘年，三國史料大量出現。《三國志》內容精潔，魏、蜀、吳三書很少重複，然南朝宋文帝認為太過簡略，故詔令裴松之作注。松之收集各家史料，「繪事以眾色成文，蜜蜂以兼採為味」，彌補《三國志》記載之不足，清代《四庫全書總目提要》將其所用方法，分析為六類：「一是引諸家之論，以辯是非；二是參諸家之說，以核偽異；三是傳所有之事，詳其委曲；四是傳所無之事，補其闕佚；五是傳所有之人，詳其生平；六是傳所無之人，附以同類。」
裴松之作注所根據的史料，可考者多達二百四十餘種，較《三國志》原書多出三倍。馬念祖編《水經注等八種古籍引用書目彙編》認爲，裴注引書二百零三種。但是一直有學者認為裴松之注文真实性很低、分析水平上並未超過正文，但是裴注无疑为后世三国研究保留了大量的历史资料。宋文帝当时驚歎為「不朽」之業，後代学者如北宋司馬光在五百多年後编写《資治通鑑》时，所描寫《赤壁之戰》就是綜合陳壽《三國志》中各有涉人物傳記和裴注所引的史料編撰而成。

### 三國志集解
近人盧弼彙集歷代學者對《三國志》正文和裴注所作的註釋、版本校勘和考證，並將盧本人的註釋和按語統一編纂為《三國志集解》。

### 今注本二十四史
楊耀坤曾參加中华文化促进会主持的《今注本二十四史》编纂工程，當中他負責《三國志》的今注工作。

### 後人補充的志表
補志方面：
- 姚振宗《三国藝文志》及侯康《補三國藝文志》。
- 洪飴孫《三國職官表》。
- 洪亮吉《三國疆域志》、《補三國疆域志補注》。後有吳增僅《三國郡縣表附考証》、楊守敬《三国郡縣表補正》、金兆豐《校補三國疆域志》。
- 王欣夫《補三國兵志》。
- 陶元珍《三國食貨志》。

補表方面：
- 謝鍾英《三國疆域表》、《三國疆域表疑》。
- 周嘉猷《三國紀年表》。
- 謝鍾英《三國大事表》，張守常《謝鍾英〈三國大事表〉補正》。
- 萬斯同《歷代史表》中有《三國大事年表》、《三国漢季方鎮年表》、《三國諸王世表》、《魏國將相大臣年表》、《魏將相大臣年表》、《魏方鎮年表》、《漢將相大臣年表》、《吳將相大臣年表》。
- 黃大華《三國志三公宰輔年表》。
- 周明泰《三国志世系表》，陶元珍著《三國志世系表補遺附訂偽》。

## 内容

### 魏書
1. 武帝紀 - 曹操
2. 文帝紀 - 曹丕
3. 明帝紀 - 曹叡
4. 三少帝紀 - 曹芳・曹髦・曹奐
5. 后妃传 - 武宣卞皇后・文昭甄皇后・文德郭皇后・明悼毛皇后・明元郭皇后
6. 董二袁劉传 - 董卓（李傕・郭汜）・袁紹・袁術・劉表（次子琮）
7. 呂布・臧洪传 - （布附張邈・陳登傳）
8. 二公孫陶四張传 - 公孫瓚・陶謙・張楊（附眭固）・公孫度（孫淵）・張燕・张绣・張魯
9. 諸夏侯曹传 - 夏侯惇・夏侯淵（次子霸）・曹仁（弟純）・曹洪・曹休・曹真（子爽・附何晏）・夏侯尚（子玄）
10. 荀彧・荀攸・賈詡（附戏志才）・传
11. 袁張涼国田王邴管传 - 袁渙・張範（弟承）・涼茂・國淵・田疇・王脩・邴原・管寧（附王烈・張臶・胡昭）
12. 崔毛徐何邢鮑司馬传 - 崔琰・毛玠・徐奕・何夔・邢顒・鮑勛（父信）・司馬芝
13. 鍾繇・華歆・王朗传 - （附繇子毓・朗子肅傳）
14. 程郭董劉蒋劉传 - 程昱・郭嘉・董昭・劉曄・蒋濟・劉放（孫資）
15. 劉司馬梁張温賈传 - 劉馥（子靖）・司馬朗・梁習・張既・温恢・賈逵
16. 任蘇杜鄭倉传 - 任峻（附棗祗）・蘇則・杜畿（子恕）・鄭渾・倉慈
17. 張樂張徐传 - 張遼・樂進・于禁・張郃・徐晃（附朱灵）
18. 二李臧文呂許典二龐閻传 - 李典・李通・臧覇（孫觀）・文聘・呂虔・許褚・典韋・龐德・龐淯・閻温
19. 任城陳蕭王传 - 曹彰・曹植・曹熊
20. 武文世王公传 - 曹昂・曹鑠・曹沖・曹據・曹宇・曹林・曹袞・曹玹・曹峻・曹矩・曹幹・曹上・曹彪・曹勤・曹乘・曹整・曹京・曹均・曹棘・曹徽・曹茂・曹協・曹蕤・曹鑑・曹霖・曹禮・曹邕・曹貢・曹儼
21. 王衛二劉傅传 - 王粲（附吳質）・卫觊・劉廙・劉劭・傅嘏
22. 桓二陳徐衛盧传 - 桓階・陳羣（子泰）・陳矯（附薛悌）・徐宣・衛臻・盧毓
23. 和常楊杜趙裴传 - 和洽・常林・楊俊・杜襲・赵俨・裴潛
24. 韓崔高孫王传 - 韓暨・崔林・高柔・孫禮・王觀
25. 辛毗・楊阜・高堂隆传
26. 滿田牽郭传 - 滿寵・田豫・牽招・郭淮
27. 徐胡二王传 - 徐邈・胡質・王昶・王基
28. 王毌丘諸葛鄧鍾传 - 王淩（令狐愚）・毌丘儉（附文欽）・諸葛誕（附唐咨）・鄧艾（附州泰）・鍾會（附王弼）
29. 方技传 - 華佗（附吳普・樊阿）・杜夔（附馬鈞）・朱建平・左慈・周宣・管輅
30. 烏丸鮮卑東夷传 - 烏丸・鮮卑・東夷（夫餘・高句麗・東沃沮・挹婁・濊・韓・倭）・（附《魏略》西戎）

### 蜀書
1. 劉二牧传 - 劉焉・劉璋
2. 先主传 - 劉備
3. 後主传 - 刘禅
4. 二主妃子传 - 先主甘皇后、先主穆皇后、後主敬哀皇后、後主張皇后、先主子永、先主子理、後主太子璿
5. 諸葛亮传 - （附子瞻）
6. 關張馬黄趙传 - 關羽・張飛・馬超（附堂弟岱）・黄忠・趙雲
7. 龐統・法正传
8. 許麋孫簡伊秦传 - 許靖・麋竺（弟芳）・孫乾・簡雍・伊籍・秦宓
9. 董劉馬陳董呂传 - 董和・劉巴・馬良（弟謖）・陳震・董允（附陳祗）・呂乂
10. 劉彭廖李劉魏楊传 - 劉封（附孟達）・彭羕・廖立・李严・劉琰・魏延・楊儀
11. 霍王向張楊費传 - 霍峻（子弋・附羅憲）・王連・向朗・張裔・楊洪・費詩
12. 杜周杜許孟来尹李譙郤传 - 杜微・周羣（附張裕）・杜瓊・許慈・孟光・來敏・尹默・李譔・譙周・郤正
13. 黄李呂馬王張传 - 黃權・李恢・呂凱・馬忠・王平（附句扶）・張嶷
14. 蒋琬・費禕・姜維传
15. 鄧張宗楊传 - 鄧芝・張翼・宗預（附廖化）・楊戲

### 吴書
1. 孫破虜討逆传 - 孫堅・孫策（附于吉）
2. 吴主传 - 孫權
3. 三嗣主传 - 孫亮・孫休・孫皓
4. 劉繇・太史慈・士燮传 - （繇附兄岱・笮融・繇子基傳）
5. 妃嬪传 - 吴夫人、謝夫人、徐夫人、步夫人（皇后步練師）、瑯琊王夫人（大懿王皇后）、南陽王夫人（敬懷王皇后）、潘夫人（潘皇后）、全夫人（全皇后）、朱夫人（朱皇后）、何姬（昭献何皇后）、滕夫人（滕皇后）
6. 宗室传 - 孙静（次子瑜・三子皎・四子奐）・孫賁・孫輔・孫翊・孫匡・孫韶・孫桓
7. 張顧諸葛步传 - 張昭（子承・休）・顧雍（子邵・邵子譚・承）・諸葛瑾・步騭（次子闡）
8. 張严程闞薛传 - 張紘・严畯・程秉・闞澤・薛綜（次子瑩）
9. 周瑜・魯肅・呂蒙传
10. 程黄韓蒋周陳董甘凌徐潘丁传 - 程普・黃蓋・韓當・蔣欽・周泰・陳武（次子表）・董襲・甘寧・凌統・徐盛・潘璋・丁奉
11. 朱治・朱然・呂範・朱桓传 - （附然子施績・範子據・桓子異傳）
12. 虞陸張駱陸吾朱传 - 虞翻・陸績・張溫・駱統・陸瑁・吾粲・朱據
13. 陸遜传 - （附子抗傳）
14. 吴主五子传 - 孫登・孫慮・孫和・孫霸・孫奮
15. 賀全呂周鍾離传 - 賀齊・全琮・呂岱・周魴・鍾離牧
16. 潘濬・陸凱传 - （附凱弟胤傳）
17. 是儀・胡綜传 - （附徐詳傳）
18. 吳範・劉惇・趙達传
19. 諸葛滕二孫濮陽传 - 諸葛恪（附聂友）・滕胤・孫峻（附留贊）・孫綝・濮陽興
20. 王楼賀韋華传 - 王蕃・楼玄・賀邵・韋昭・華

## 版本學
通行的《三国志》刻本有四种：一、百衲本，据宋绍兴、绍熙两种刻本配合影印；二、清武英殿刻本，据明北监本校刻（铅印石印各本都据武英殿本翻印）；三、金陵活字本，据明南监冯梦祯本校印；四、江南书局刻本，据毛氏汲古阁本刻印。
清代以降，藏書家蒋杲(字子遵，號篁亭，1683-1731)、梁章钜、翁同书、卢弼、杨通、吴承仕等对此书考证甚多。
1965年1月10日，一位农民在英沙古城一座废弃的佛塔下层发现一个陶罐。陶罐内装有《三國志》残抄本二卷、《妙法莲华经》等佛经残卷等文物。残抄本二卷分别是《三国志·吴书·孙权传》和《三国志·魏书·臧洪传》。学者推断抄写年代为265年至420年间。残抄本与传世宋刊本《三国志》核对，内容完全相同。

## 評價

### 正议
據《晉書》記載，陳壽《三國志》的成就在當時就已得到很高的評價，同時期夏侯湛也著有《魏書》，但看了陳壽的《三國志》後便自嘆不如，而銷毀自己的作品；另外王沈、荀顗和阮籍亦撰寫了另一本《魏書》，卻因為對史實多有避諱粉飾，被評為不如陳壽般如實記錄。
西晉大臣張華亦對《三國志》讚譽有加，對陳壽說：“應該把《晉書》的編纂大任也交給你。”《三國志》在當時是私人撰述，陳壽死後，尚書郎范頵上表說：「陳壽作《三國志》，辭多勸誡，朋乎得失，有益風化，雖文艷不若相如，而質直過之，願垂采錄。」

### 批评
内容方面，《三國志》沒有撰述典章制度等方面的志和表，是個缺失，纵使本纪列传内容也显得简略。唐朝房玄齡撰寫的《晉書·陳壽傳》，承認陳壽「善敘事，有良史之才」，又認為陳壽因為私仇而在書中有所表現。說「丁儀、丁廙有盛名於魏，壽謂其子曰：可覓千斛米見與，當為尊公作佳傳。丁不與之，竟不為立傳。壽父為馬謖參軍，謖為諸葛亮所誅，壽父亦坐被髡，諸葛瞻又輕壽。壽為亮立傳，謂亮將略非長，無應敵之才；言瞻惟工書，名過其實。議者以此少之。」至於《三國志》對於晉朝皇室的敘述時有曲筆、粉飾，則屬事實，備受批評。
史实方面，《三国志》因当时政治条件、陈寿个人私仇以及其所参考的材料等方面原因，在部分史实方面记载有曲笔，部分人物记载有严重的背离。魏书部分所主要参考王沈所著《魏书》，《史通·直书》批评《三国志》和《魏书》对于司马家族对诸葛亮的作战不利闭口不言，有失史家之风范。清朝国学大家钱大昕为何晏辩诬，批评《三国志》记录不实，指出陈寿这帮人因为何晏与司马懿有过节，所以给写的传记多有污蔑之词，而何夔、裴潜、郑浑、杜畿、陈矫、卫觊、贾逵、王昶等人，因為這些人子孫在晉顯達，他們的傳記颇多溢美之词。
宋代唐庚則批评《三国志》以“蜀”称呼刘备、刘禅的政权，认为终此政权，自己从未使用过“蜀”字，故意使用蜀而不用其正式国号“汉”，是前所未闻的史家不书国号的怪例。则其书中褒贬也不可信。唐庚還記載王安石稱：“三國可喜事甚多，悉為陳壽所壞。”并勸歐陽修重修三國史。

### 近代「曹沖稱象」論爭及考證
《三国志·卷二十·魏书二十·武文世王公传第二十》载有“曹冲称象”的故事，何焯认为孙权在建安十五年（210年）才派步骘出任交州刺史，士燮兄弟等人奉承东吴，只有在此之后才能获得亚洲象，但曹冲早已在建安十三年（208年）之前死去，所以曹冲称象之事不真，而置船刻水的称量方法可能早已有之。邵晋涵则指出《符子》中就记载了燕昭王命令水官用类似的方法称量大猪。
陈寅恪认为曹冲称象的故事出于印度佛典，他指出地处中原的曹魏境内无象，所以不得不与孙权进献之事混为一谈，这是比较民俗文学的通例；而称象的故事多见于汉译佛典，如北魏吉迦夜共昙所译佛经《杂宝藏经·卷一·弃老国缘》中就有类似的故事，虽然《杂宝藏经》为北魏时所译，比西晋初年成书的《三国志》要晚，但《杂宝藏经》中所的很多内容见于汉译佛经之中，这个称象的故事可能也是取材于早译出的佛经，或者是佛经虽然翻译完成，但书籍已经亡逸，无法考证，又或者是佛经没有被翻译，但是故事靠着口述流传到中国，被附会为曹冲的经历。季羡林也认为曹冲称象的故事源自印度佛经《杂宝藏经》，“它也许在后汉时代就从口头上流传到中国来了”。
不过这一质疑主要依据是清代、近代较片面的自然地理、生物学常识，就直接质疑成书与事件相距仅几十年的《三国志》正文的记载。现代历史地理学、生物学研究并不支持陈寅恪等人的这一理论。历史地理学者曾经总结过大量正史中出现野象的记载，南北朝时今安徽、湖南、江苏，直至北宋时今湖北等地都出现过野象闯入被猎杀的记载。现代自然科学研究则说明亚洲象在公元前200年至公元580年的活动北界在秦岭淮河一带，公元580年至1050年间的北界仍在杭州湾、钱塘江，即使晚到1450年其活动北界仍可以包括福建省内的武夷山。孙权200年接掌江东时就被朝廷封为会稽太守，东汉会稽郡辖境南括今天福建省三明市、漳州市、龙岩市、南平市等地区，远在亚洲象活动北界（秦岭淮河）以南。
吴金华指出《艺文类聚》卷九十五引《江表传》也记载了曹冲称象的故事，其记载中有“邓王冲尚幼”，与本传“生五六岁”契合，可知此事发生于建安五年至建安六年之间，当时孙权刚开始统治，献象求好是符合情理的，何焯所认为的巨象一定来自交州、必须是士燮奉承后才可获得巨象的观点未必可靠。彭华也指出陈寅恪的论点大有问题，按照历史地理学的研究表明大致在刘宋之前，长江以北尚有野象栖居，之后才限于江南，三国时期的吴国境内有象且由孙权进献给曹魏是完全有可能的。彭华还指出曹冲称象的方法可能在古代早已有了，邵晋涵所引用《符子》的内容见于《初学记》和《太平御览》，细节虽不可深究，但也不可轻率否认，因为故事非常符合燕昭王“好神仙”的特点；故事合乎燕昭王时期燕国强大国势的背景；成书于东周时期的《考工记·轮人》已经反映在当时已经知道运用浮力检测木材的质量是否均匀，那么称象的故事与中国的科技史相吻合；《符子》的作者符朗为东晋人，早于《杂宝藏经》的译者吉迦夜共昙。综合来说称象的故事确实有可能发生于战国时期的燕国，或者说《符子》的内容有所依照，并非空穴来风。

## 對後世的影響
《三國志·魏書·烏丸鮮卑東夷傳》引用王沈《魏書》和魚豢《魏略》的資料，記載由中國前往日本這個「帶方東南大海之中，依山島為國邑」的國家。全文總字數不過兩千字，卻是現存對於古代日本的情況最早的紀錄，是研究日本古代歷史的重要史料。

### 三國演義
元人羅貫中在民間傳說、話本、戲曲的基礎上，依據陳壽《三國志》和裴松之注的正史材料，加上他自己的才學和經驗，寫成影響巨大的小說《三國志通俗演義》，又名《三國演義》。《三國演義》中的歷史事件和人物，大都是真實的。但其中也有不少內容和情節來自諸多傳奇、戲曲、民間說法，也就是所谓的「七实三虚」。但《三國演義》对民间的影响高于《三國志》（詳見習鑿齒《漢晉春秋》）。
由於陳壽編著的時間距三國很近，《三國志》被認為是比較真實地記錄了三國歷史的史書。羅貫中編撰的小說《三國演義》便以此書為藍本。但同時應該注意小說演義與正史記述的不同，這使得人們對一些三國人物的印象和評價產生差異。

## 延伸阅读
[在维基数据编辑]
 在维基文库阅读本作品原文（ 在维基共享资源阅览影像、分类）
 《三国志（陈寿撰 裴松之注 建阳刊本）》
 《欽定古今圖書集成·理學彙編·經籍典·三國志部》，出自陈梦雷《古今圖書集成》